# Augochloropsis

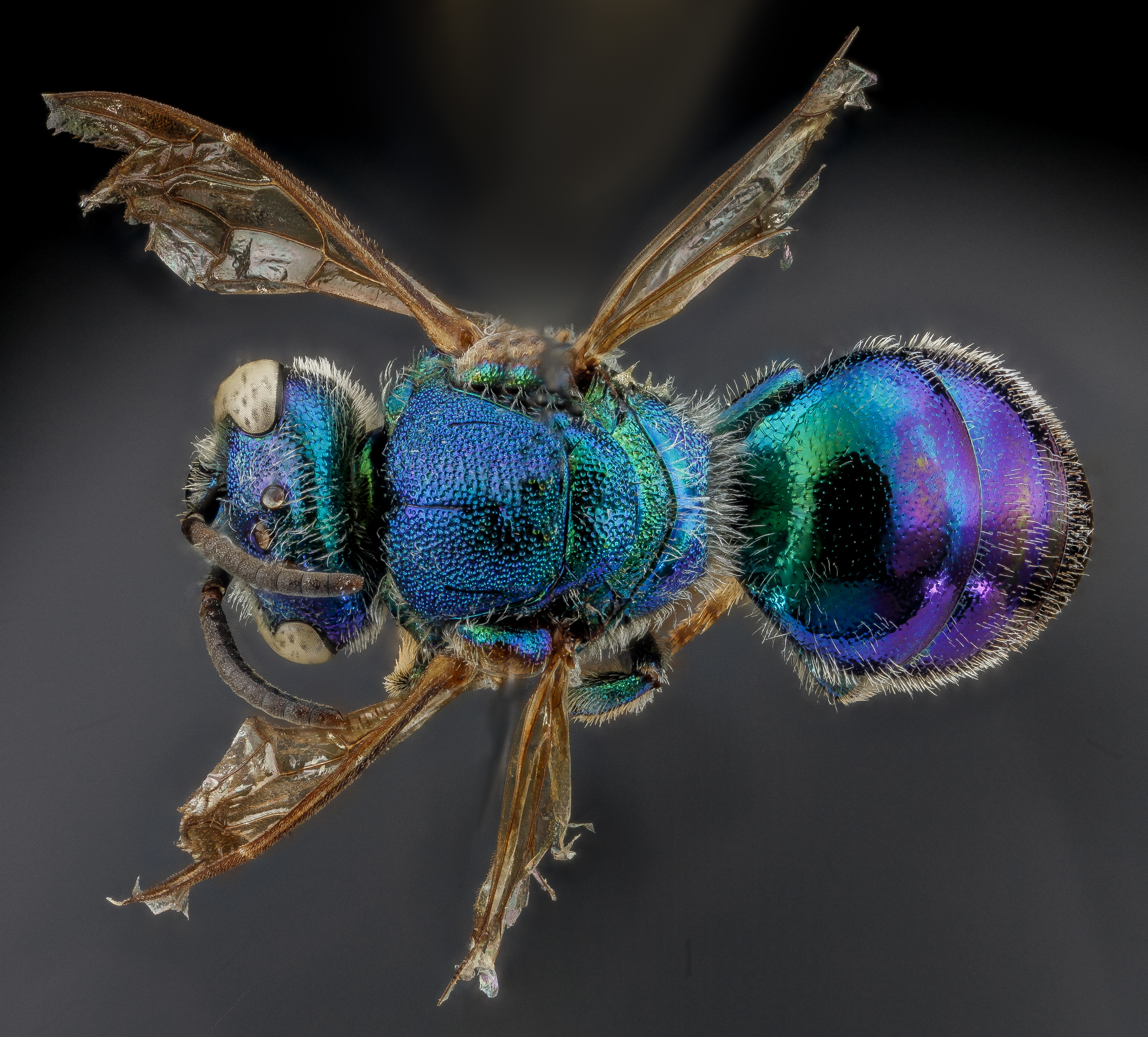
Augochloropsis anonyma

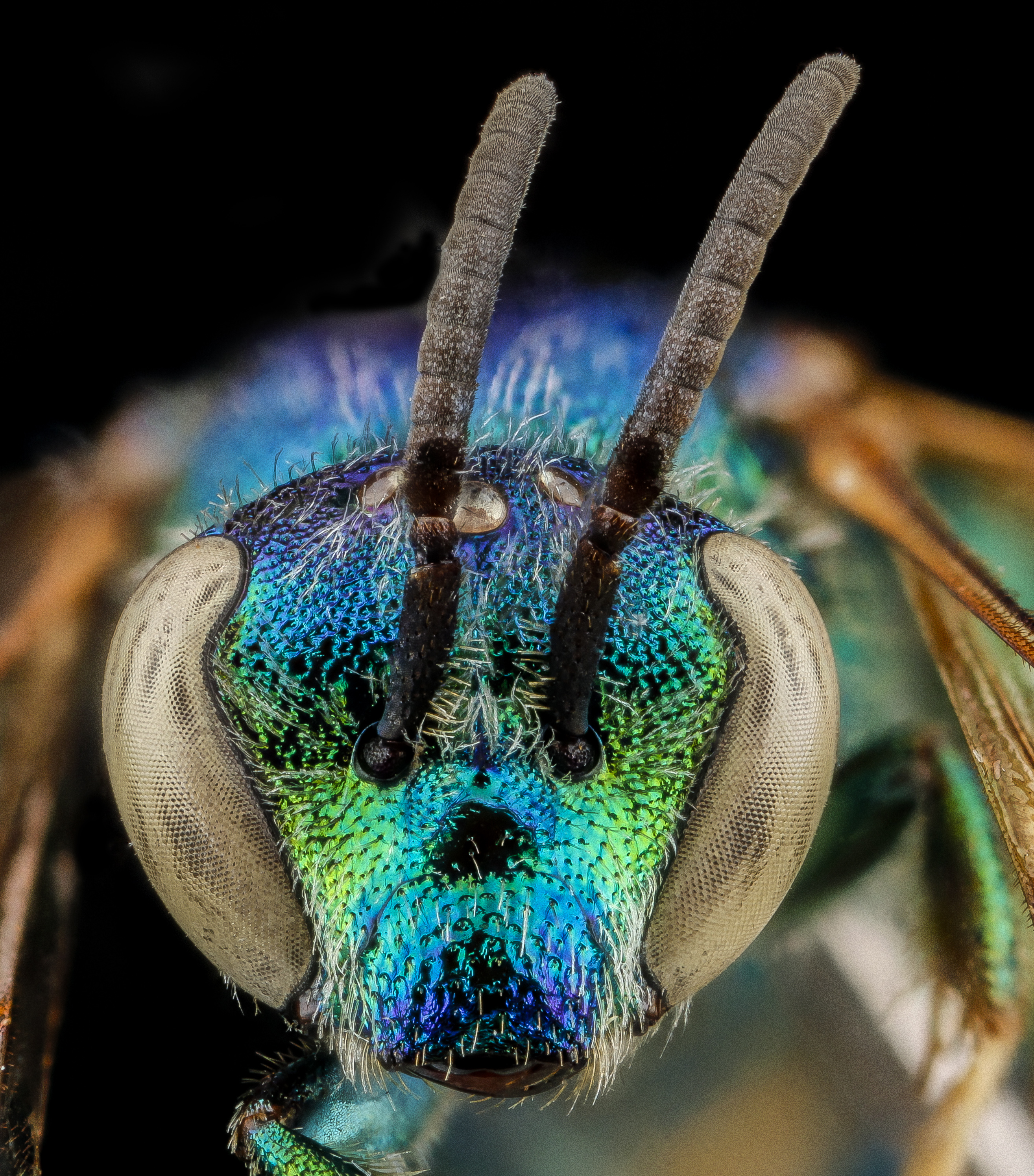
Augochloropsis anonyma

Augochloropsis (лат.) — род одиночных пчёл подсемейства Halictinae из семейства Halictidae. Около 140 видов.

## Распространение
Род Augochloropsis ограничен Новым Светом (Северная Америка, Южная Америка), и подавляющее большинство видов встречается в тропических и субтропических регионах. Три вида Augochloropsis встречаются в умеренных регионах Северной Америки (A. anonyma, A. metallica и A. sumptuosa), но ни один вид не смог успешно использовать ниши, существующие в субарктической зоне.

## Описание
Мелкие яркоокрашенные пчёлы, длина тела около 1 см. Виды рода Augochloropsis обычно имеют длину от 8 до 12 мм и металлический, обычно ярко-зелёный или синий цвет, с некоторыми исключениями, такими как золотой, красный или фиолетовый
Оба пола Augochloropsis диагностируются среди других Augochlorini по уникальной форме тегулы (D-образной и загнутой внутрь), у которой внутренний задний край крючковатый. У самок внутренняя задняя голенная шпора имеет несколько прямых зубцов по сравнению с широкими зубцами у Agapostemon или зубчатыми шпорами у Augochlorella и Augochlora. Самцы Augochloropsis имеют S4 уникальной формы, со срединной точкой и боковыми выступами, хотя стернум обычно скрыт. Хотя обычно они имеют металлически-зелёный цвет, многие особи имеют металлический голубоватый или даже пурпурный оттенок. Слабоопушенные осовидные насекомые, тело почти голое

## Социальность
Широкий спектр социальных форм поведения наблюдается у тропических видов Augochloropsis. Они варьируются от одиночного, до коммунального, полусоциального и даже эусоциального гнездовоого поведения. В нескольких фаунистических исследованиях в этом плане рассматривались и североамериканские виды. A. sumptuosa изучалась в Нью-Джерси и Канзасе и была признана коммунальной или полуосоциальной. Некоторые виды гнездились скоплениями, где отверстия нескольких гнёзд располагались всего в сантиметрах друг от друга.
Некоторые свидетельства разделения труда или разделения социальных ролей в той или иной степени наблюдались в этом роде. При раскопках гнезда A. metallica в Мичигане были обнаружены две самки с разным уровнем развития яичников, что, как было установлено, не объясняется простым возрастом особей. Это было истолковано как серьёзный признак разделения труда у этого вида, предполагающий, по крайней мере, что отдельные особи имеют различный уровень репродуктивной ответственности в гнезде. Это может быть более широкой закономерностью, обнаруженной у социальных видов этого рода.
В родах пчел Augochlorini наблюдается большое количество поведенческих вариаций. Виды этой трибы могут также демонстрировать полиэтизм, или различия в социальности и трудовой активности среди разных представителей вида. В отличие от некоторых видов, которые могут быть строго эусоциальными или только одиночными, представители Augochloropsis демонстрируют поведенческую пластичность. Не очень хорошо известно, какие факторы определяют социальность особи, но кажется очевидным, что виды этого рода весьма изменчивы в этом отношении.

## Питание
Augochloropsis классифицируются как полилектические, то есть что эти виды являются широкими генералистами, которые собирают пыльцу с нескольких семейств растений. Известно, что некоторые черты жизненной истории пчёл предсказывают полилектизм, включая социальный образ жизни, длительные периоды активности взрослых особей и производство более двух поколений потомства в год. Некоторые из этих признаков часто встречаются у разных видов пчел рода Augochloropsis. Например, взрослые особи Augochloropsis anonyma активны с апреля по сентябрь в северной части своего ареала и круглый год в южной части Флориды. Наличие такого длительного периода активности позволяет этому виду добывать корм из большого количества различных растительных таксонов. Другой вид, Augochloropsis iris, обитающий в Южной Америке, является примитивно эусоциальным и участвует в трёх раундах производства выводков в течение года, что соответствует перечисленным выше признакам, которые часто способствуют более широкому спектру питания.

## Классификация
Около 140 видов.
Базы данных: i = ITIS, c = Catalogue of Life, g = GBIF, b = Bugguide.net
- Augochloropsis acidalia (Smith, 1879) i c g
- Augochloropsis acis (Smith, 1879) i c g
- Augochloropsis aglaia (Holmberg, 1903) i c g
- Augochloropsis anesidora (Doering, 1875) i c g
- Augochloropsis angularis (Vachal, 1903) i c g
- Augochloropsis anisitsi (Schrottky, 1908) i c g
- Augochloropsis anonyma (Cockerell, 1922) i c g b
- Augochloropsis anquisita (Cockerell, 1913) i c g
- Augochloropsis anticlea (Schrottky, 1908) i c g
- Augochloropsis apsidialis (Vachal, 1903) i c g
- Augochloropsis argentina (Friese, 1908) i c g
- Augochloropsis aspricordis (Vachal, 1904) i c g
- Augochloropsis atripyga Strand, 1910 i c g
- Augochloropsis atropilosa (Friese, 1925) i c g
- Augochloropsis atropos (Smith, 1879) i c g
- Augochloropsis atropurpurea (Moure, 1940) i c g
- Augochloropsis aureocuprea (Friese, 1910) i c g
- Augochloropsis auriferina Michener, 1954 i c g
- Augochloropsis aurifluens (Vachal, 1903) i c g
- Augochloropsis aurinota Strand, 1910 i c g
- Augochloropsis auriventris (Friese, 1921) i c g
- Augochloropsis bari (Dominique, 1898) i c g
- Augochloropsis barticana (Cockerell, 1923) i c g
- Augochloropsis batesi (Cockerell, 1900) i c g
- Augochloropsis berenice (Smith, 1879) i c g
- Augochloropsis bertonii (Schrottky, 1909) i c g
- Augochloropsis brachycephala Moure, 1943 i c g
- Augochloropsis brethesi (Vachal, 1903) i c g
- Augochloropsis bruchi (Schrottky, 1908) i c
- Augochloropsis caerulans (Vachal, 1903) i c g
- Augochloropsis callichlorura (Cockerell, 1918) i c g
- Augochloropsis callichroa (Cockerell, 1900) i c g
- Augochloropsis calypso (Smith, 1879) i c g
- Augochloropsis catamarcensis (Schrottky, 1909) i c g
- Augochloropsis cataractae (Cockerell, 1930) i c g
- Augochloropsis celaeno Schrottky, 1906 i c g
- Augochloropsis charapina (Cockerell, 1913) i c g
- Augochloropsis chloera (Moure, 1940) i c g
- Augochloropsis cholas (Vachal, 1903) i c g
- Augochloropsis cirrhopus (Vachal, 1903) i c g
- Augochloropsis cleopatra (Schrottky, 1902) i c g
- Augochloropsis cockerelli Schrottky, 1909 i c g
- Augochloropsis cognata Moure, 1944 i c g
- Augochloropsis crassiceps Moure, 1947 i c g
- Augochloropsis crassigena Moure, 1943 i c g
- Augochloropsis cupreola (Cockerell, 1900) i c g
- Augochloropsis cupreotincta (Cockerell, 1900) i c g
- Augochloropsis cyanea (Schrottky, 1901) i c g
- Augochloropsis cyaneitarsis Strand, 1910 i c g
- Augochloropsis cyanescens (Friese, 1917) i c g
- Augochloropsis cyclis (Vachal, 1903) i c g
- Augochloropsis cytherea (Smith, 1853) i c g
- Augochloropsis danielis Strand, 1910 i c g
- Augochloropsis deianira (Schrottky, 1910) i c g
- Augochloropsis dirhipis (Vachal, 1903) i c g
- Augochloropsis discors (Vachal, 1903) i c g
- Augochloropsis diversipennis (Lepeletier, 1841) i c g
- Augochloropsis drepanis (Vachal, 1903) i c g
- Augochloropsis electra (Smith, 1853) i c g
- Augochloropsis epipyrgitis (Holmberg, 1903) i c g
- Augochloropsis eucalypso (Cockerell, 1900) i c g
- Augochloropsis euterpe (Holmberg, 1886) i c g
- Augochloropsis evibrissata Moure, 1943 i c g
- Augochloropsis fairchildi Michener, 1954 i c g
- Augochloropsis flammea (Smith, 1861) i c g
- Augochloropsis gemmicauda (Cockerell, 1931) i c g
- Augochloropsis guaranitica Strand, 1910 i c g
- Augochloropsis hebescens (Smith, 1879) i c g
- Augochloropsis heterochroa (Cockerell, 1900) i c g
- Augochloropsis holmbergi (Schrottky, 1910) i c g
- Augochloropsis horticola Strand, 1910 i c g
- Augochloropsis huebneri (Alfken, 1930) i c g
- Augochloropsis hypsipyle (Schrottky, 1909) i c g
- Augochloropsis ignita (Smith, 1861) i c g
- Augochloropsis illustris (Vachal, 1903) i c g
- Augochloropsis imperialis (Vachal, 1903) i c g
- Augochloropsis iris (Schrottky, 1902) i c g
- Augochloropsis isabelae Engel, 2008 i c g
- Augochloropsis janeirensis (Cockerell, 1900) i c g
- Augochloropsis johannae (Friese, 1917) i c g
- Augochloropsis juani Strand, 1910 i c g
- Augochloropsis laeta (Smith, 1879) i c g
- Augochloropsis leontodes (Vachal, 1904) i c g
- Augochloropsis leurotricha Moure, 1943 i c g
- Augochloropsis liopelte (Moure, 1940) i c g
- Augochloropsis luederwaldti (Moure, 1940) i c g
- Augochloropsis maroniana (Cockerell, 1918) i c g
- Augochloropsis melanochaeta Moure, 1950 i c g
- Augochloropsis mesomelas (Vachal, 1904) i c g
- Augochloropsis metallica (Fabricius, 1793) i c g b
- Augochloropsis monochroa (Cockerell, 1900) i c g
- Augochloropsis montensis (Vachal, 1903) i c g
- Augochloropsis moreirae (Cockerell, 1900) i c g
- Augochloropsis multiplex (Vachal, 1903) i c g
- Augochloropsis nasigerella Strand, 1910 i c g
- Augochloropsis nasuta Moure, 1944 i c g
- Augochloropsis nigra Moure, 1944 i c g
- Augochloropsis nitidicollis (Vachal, 1903) i c g
- Augochloropsis nothus (Cockerell, 1914) i c g
- Augochloropsis notophops (Cockerell, 1913) i c g
- Augochloropsis notophos (Vachal, 1903) i c g
- Augochloropsis ornata (Smith, 1879) i c g
- Augochloropsis pallitarsis (Friese, 1917) i c g
- Augochloropsis pandrosos (Schrottky, 1909) i c g
- Augochloropsis paphia (Smith, 1853) i c g
- Augochloropsis patens (Vachal, 1903) i c g
- Augochloropsis pendens (Vachal, 1903) i c g
- Augochloropsis pentheres (Vachal, 1903) i c g
- Augochloropsis perimede (Schrottky, 1908) i c g
- Augochloropsis pomona (Holmberg, 1903) i c g
- Augochloropsis prognatha Moure, 1944 i c g
- Augochloropsis pronoticalis Strand, 1910 i c g
- Augochloropsis proserpina (Brèthes, 1909) i c g
- Augochloropsis quadrans (Vachal, 1903) i c g
- Augochloropsis quadripectinata Strand, 1910 i c g
- Augochloropsis quinquepectinata Strand, 1910 i c g
- Augochloropsis refulgens (Smith, 1861) i c g
- Augochloropsis rotalis (Vachal, 1903) i c g
- Augochloropsis rufisetis (Vachal, 1903) i c g
- Augochloropsis selloi (Vachal, 1911) i c g
- Augochloropsis semele (Schrottky, 1902) i c g
- Augochloropsis semilaeta (Cockerell, 1923) i c g
- Augochloropsis semiramis (Jörgensen, 1912) i c g
- Augochloropsis sexpectinata Strand, 1910 i c g
- Augochloropsis smithiana (Cockerell, 1900) i c g
- Augochloropsis sparsalis (Vachal, 1903) i c g
- Augochloropsis spinolae (Cockerell, 1900) i c g
- Augochloropsis splendida (Smith, 1853) i c g
- Augochloropsis sthena Schrottky, 1906 i c g
- Augochloropsis sumptuosa (Smith, 1853) i c g b
- Augochloropsis sympleres (Vachal, 1903) i c g
- Augochloropsis taurifrons (Vachal, 1903) i c g
- Augochloropsis terrestris (Vachal, 1903) i c g
- Augochloropsis toralis (Vachal, 1904) i c g
- Augochloropsis trinitatis (Cockerell, 1925) i c g
- Augochloropsis tupacamaru (Holmberg, 1884) i c g
- Augochloropsis varians (Vachal, 1903) i c g
- Augochloropsis versicolor (Schrottky, 1908) i c g
- Augochloropsis vesta (Smith, 1853) i c g
- Augochloropsis villana Strand, 1910 i c g
- Augochloropsis viridana (Smith, 1861) i c g
- Augochloropsis viridilustrans (Cockerell, 1927) i c g
- Augochloropsis vivax (Smith, 1879) i c g
- Augochloropsis wallacei (Cockerell, 1900) i c g
- Augochloropsis zikani Moure, 1944 i c g

### Дополнение (2022)
- Augochloropsis atrocyanea Celis et Melo, 2022
- Augochloropsis peruviana Celis et Melo, 2022
- Augochloropsis ticuna Celis et Melo, 2022